# Киринський район
Кири́нський район (рос. Кыринский район) — район у складі Забайкальського краю Російської Федерації.
Адміністративний центр — село Кира.

## Населення
Населення — 12217 осіб (2019; 13650 в 2010, 16016 у 2002).

## Адміністративний поділ
Район адміністративно поділяється на 14 сільських поселень:
| Поселення                             | Площа, км² | Населення, осіб (2002) | Населення, осіб (2010) | Населення, осіб (2019) | Центр             | Населені пункти |
| ------------------------------------- | ---------- | ---------------------- | ---------------------- | ---------------------- | ----------------- | --------------- |
| Алтанське сільське поселення          | 1582,36    | 935                    | 725                    | 628                    | Алтан             | 1               |
| Білютуйське сільське поселення        | 1900,12    | 1099                   | 882                    | 782                    | Білютуй           | 2               |
| Верхньо-Ульхунське сільське поселення | 513,55     | 1474                   | 1073                   | 892                    | Верхній Ульхун    | 2               |
| Гаваньське сільське поселення         | 251,96     | 565                    | 358                    | 304                    | Гавань            | 1               |
| Киринське сільське поселення          | 770,32     | 4654                   | 4563                   | 4078                   | Кира              | 1               |
| Любавинське сільське поселення        | 160,48     | 951                    | 737                    | 656                    | Любов             | 1               |
| Мангутське сільське поселення         | 569,71     | 2286                   | 2169                   | 2114                   | Мангут            | 1               |
| Михайло-Павловське сільське поселення | 577,74     | 647                    | 474                    | 409                    | Михайло-Павловськ | 2               |
| Мордойське сільське поселення         | 426,88     | 656                    | 517                    | 459                    | Мордой            | 1               |
| Надьожнинське сільське поселення      | 1200,41    | 126                    | 54                     | 55                     | Надьожний         | 2               |
| Тарбальджейське сільське поселення    | 1648,16    | 511                    | 445                    | 360                    | Тарбальджей       | 3               |
| Ульхун-Партіонське сільське поселення | 426,89     | 738                    | 612                    | 533                    | Ульхун-Партія     | 1               |
| Хапчерангинське сільське поселення    | 343,43     | 1082                   | 839                    | 780                    | Хапчеранга        | 1               |
| Шумундинське сільське поселення       | 5676,28    | 292                    | 202                    | 167                    | Шумунда           | 2               |

## Найбільші населені пункти
| №  | Населений пункт | Населення, осіб (2002) | Населення, осіб (2010) |
| -- | --------------- | ---------------------- | ---------------------- |
| 1  | Кира            | 4654                   | 4563                   |
| 2  | Мангут          | 2286                   | 2169                   |
| 3  | Хапчеранга      | 1082                   | 839                    |
| 4  | Верхній Ульхун  | 1127                   | 818                    |
| 5  | Любов           | 951                    | 737                    |
| 6  | Алтан           | 935                    | 725                    |
| 7  | Білютуй         | 789                    | 643                    |
| 8  | Ульхун-Партія   | 738                    | 612                    |
| 9  | Мордой          | 656                    | 517                    |
| 10 | Тарбальджей     | 453                    | 414                    |